# SN 2003ht
SN 2003ht – supernowa typu II odkryta 1 września 2003 roku w galaktyce UGC 2457. W momencie odkrycia miała maksymalną jasność 18,50m.